# ترب سفید
ترب سفید یا مولی سفید دارای اشکال بسیاری است درازا و قطر آن نیز متفاوت است. رنگ پوست آن نیز به غیر از سفید ممکن است، قرمز، بنفش، سبز، زرد، یا مایل به سیاه باشد.

## مصرف خوراکی
ترب سفید دارای ویتامین‌های آ، ب، و ث فراوان و همچنین آهن، فسفر و کلسیم است. کالری آن کم است و خوردن آن به تسریع هضم غذا کمک می‌کند به همین جهت برای رژیم غذایی مناسب و مورد توجه است. پس از درآمدن از خاک در صورت باقی‌ماندن برگ خاصیت آن کاهش می‌یابد برای همین بعد از درآوردن آن از خاک، برگ‌ها کنده می‌شود.
ترب سفید معمولاً به صورت خام در آشپزی به کار می‌رود ولی برای نگهداری در زمان طولانی‌تر آن را به صورت خشک شده یا ترشی و شور درمی‌آورند. طعم دایکون در نزدیکی قسمت برگ آن شیرین و پرآب است و هر چه به انتهای آن نزدیک شویم مزهٔ آن رو به تندی می‌گذارد و خشک‌تر است. به همین جهت قسمت سر آن به صورت خام در سالاد بکار می‌رود و قسمت انتهایی آن برای پختن هشت‌پا و ماهی مرکب یا به ژاپنی ایکا بکار می‌رود.
- ترب سفید خام به صورت سالاد، دایکون‌اوروشی (با ابزاری ویژه آن را ریز کرده، به صورت رنده‌شده مانند در می‌آید) برش خلالی آن به نام تسوما است و همراه ساشیمی ماهی خام مصرف می‌شود.
- در روش آب‌پزی ملایم دایکون برای تهیهٔ اودن و بوری دایکون و میسوسوپ بکار می‌رود.

## در ژاپن
(به ژاپنی: 大根 ダイコン) یا دایکون به زبان ژاپنی به معنی ریشهٔ بزرگ است. (نام علمی: Raphanus sativus var. longipinnatus) دارای دیگر نام‌های ترب ژاپنی، ترب اورینتال، ترب چینی یا به زبان هندی مولی یک نوع ترب بزرگ، سفید و با طعم ملایم در آسیای شرقی است. در ایالات متحده آمریکا بیشتر به همین عنوان دایکون شناخته می‌شود ولی در انگلستان مولی بیشتر بکار می‌رود.